# 救世忍者乱丸
救世忍者乱丸（きゅうせいにんじゃらんまる、生年月日不明 - ）は、日本の女子プロレスラー、俳優。
義眼を隠すため覆面レスラーとして活動しているが、自身の生い立ちをテーマにした講演会は素顔で行っている。

## 経歴
3歳のときに「網膜芽細胞腫」に罹り片目を摘出、以来、義眼を付けている。
空手師範だった父の影響で空手を習い始める。その後国際武道大学へ進学。大学在学中世界大会へ出場。
大学3年でプロレス入りを目指し、オーディションを受けるも不合格だったが、アニマル浜口レスリング道場に通い、あるプロレス団体のオーディション合格を果たす。義眼を隠すため覆面レスラーとして活動するも、マスクを外してリングに上げられたり丸坊主にされるなど惨めな目に合わされ1年半ほどでリングから退いた。
その後、ジャガー横田など先輩や同期からの電話がきっかけとなり、吉本女子プロレスJd'に入団。1999年10月6日、神奈川・クラブチッタ川崎大会において、覆面レスラー「救世忍者乱丸」として対ファング鈴木、遠藤紗矢組戦（パートナーはCooga）で再デビューを果たす。
2004年4月29日、東京・後楽園ホールにおいて、第21代TWF世界タッグ王者になるなどの活躍を見せていたが、2005年8月14日にJ'dスターを退団しフリーランスとなる。
2006年、急速進行性糸球体腎炎を患い、緊急入院する。一時は人工透析や腎不全の可能性があったことからプロレスラーとしての復帰は絶望と医師から診断されるも、少しずつ軽いトレーニングを積み重ね、2008年5月に東京・ディファ有明において、ジャガー横田・ライオネス飛鳥の興行の第一試合で復帰した。
復帰以降は大阪プロレスに参戦するようになり、2010年6月27日には大阪プロレスお笑い王座戦でくいしんぼう仮面を破り王者となる。
2011年2月25日、自主興行「乱丸フェスタ」を初開催。（詳細後述）また同じく2011年からは高校時代の担任の薦めで、講演活動を行うようになる。講演の際は、「絶対にマスクを脱いだほうが伝わるから」という理由でマスクを外して行っている。
2015年、直属の後輩であったMARUが主宰する劇団「水色革命」に正式加入。
2022年大阪に「ばーらんまる」を開店。営業中は本人はお酒を飲まないルールを適用している。

## 乱丸フェスタ
2011年より乱丸が行っている自主興行。2022年現在、35回行っている。
初回から大阪を中心に行われているが、2014年に行われた第9回は新木場1stRINGで開催し、東京初進出を果たした。近年は大阪の176BOXで興行が行われていることが多い。
「世界一オモロいプロレスの大会」を謳っており、英語禁止マッチや小芝居マッチといったコミカルかつバラエティ豊かな試合が多い。
黎明期はハイビスカスみぃと乱丸のタッグである「なにわ☆凡女美ィーナス」がレジェンド選手や男子選手と戦う試合がメインイベントになることが多かった。また、男盛対女子選手の試合も多かった。
多くの選手が出場した経験があり、菊タローや松山勘十郎、広田さくらといった、コミカルマッチを得意とする選手は勿論、栗原あゆみや華名、志田光などのその当時の女子プロレスのエース級の選手だけでなく、師匠であるジャガー横田をはじめ、井上貴子、豊田真奈美など、女子プロレスのレジェンドも参戦した経験も持ち、新崎人生や越中詩郎などの有名な男子選手も参戦した事がある。
2016年9月に行われた16回大会において、志田光、朱里と共に乱丸がアイドルユニット「ピンキーミルキー」を結成。2022年現在も3人の交流は続いている。なお、メンバーは流動的で、タッグパートナーのハイビスカスみぃをはじめ、小波やアクトレスガールズの面々が歌ったこともあった。
2021年3月からは過去の大会を順次YouTubeにて公開している。

## 得意技
乱丸としては身軽さを生かした空中殺法と、空手仕込みの鋭いキックを武器としていたが、病気からの復帰後はコミカルレスラーへ転身。くいしんぼう仮面からは「プロレス界の島田珠代」と評されるなど、コミカルレスラーの第一人者となっている。
- 乱空蹴り
- 後ろ回し蹴り
- 雷電
- ダルマ式ジャーマン・スープレックス・ホールド
- ウラカン☆ラナ
- フブキ☆ラナ
- 忍法カナシバリ

相手の動作を止めることができる。稀に止まらない時もあるが、その際は動作を止めなかった選手に観客からブーイングが対して飛ぶ。
- 忍法まるめこみの術

相手を丸め込むことができる。
- 忍法透明人間の術

透明になることができる。
- 忍法身代わりの術

相手に思った動作をさせることができる。
- 忍法生着替えの術[18]
- 忍法ストレッチの術
- 忍法アンニュイな時間

全て相手にさせることができる。

## 入場曲
- TECHNOTRONIC FLIGHT（PRINCESS F）
- 禁じられた愛（ボン・ジョヴィ）「なにわ☆凡女美ィーナス」

## タイトル歴
- TWF世界タッグ王座
- 世界タコヤキ級王座
- WDW女子王座
- 大阪プロレスお笑い王座

## 人物
- 尼崎市で親と住んでいる。父は寿司店経営[19]。

## 舞台
- コルバタ「向かう先は青コーナー」（2015年4月2日から5日）（戸野廣浩司記念劇場） [20]